# Nokedim
Nokedim (hebr. נוקדים) – wieś i osiedle żydowskie położone w Samorządzie Regionu Gusz Ecjon, w Dystrykcie Judei i Samarii, w Izraelu.

## Położenie
Osiedle jest położone w bloku Gusz Ecjon na Wyżynie Judzkiej, w pobliżu starożytnej twierdzy Herodion w Judei, w otoczeniu terytoriów Autonomii Palestyńskiej.

## Historia
Osadę założyli w 1982 żydowscy osadnicy.

## Rozbudowa osiedla
31 stycznia 2013 Ministerstwo Obrony ogłosiło budowę 146 nowych domów w Nokedim. Z decyzją o budowie nie zgadza się organizacja Peace Now, która żąda zaprzestania budowania osiedli żydowskich na terenie Zachodniego Brzegu Joradanu